# Лакієр Олександр Борисович
Олександр Борисович Лакієр (1824, Таганрог — 1870, Таганрог) — російський історик. Перший класифікатор російської геральдики.

## Біографія
Народився і виріс у Таганрозі. У 1835 році сім'я переїхала в Москву, де влаштувалася у власному будинку на Басманній. У 1841 році А. Б. Лакієр закінчив 2-у Московську гімназію з правом вступу до університету без іспитів; у 1845 році він закінчив юридичний факультет Московського університету зі ступенем кандидата і золотою медаллю. Поступив на службу в цивільне відділення департаменту Міністерства юстиції: з 19 листопада 1845 року розпочалася його служба в чині колезького секретаря на посаді молодшого помічника столоначальника. Через рік він став столоначальником у 4-му відділенні департаменту, а ще через рік — начальником відділення; отримав чин титулярного радника. З 1850 року — в чині колезького асесора.
Захистив у Московському університеті магістерську дисертацію: «Про вотчинах і маєтках» (СПб., 1848), яка була видана окремим виданням.
У грудні 1854 року він опублікував свій твір «Російська геральдика» (Записки Імператорського археологічного товариства. — Т. 7. — СПб., 1854).
У 1856 році за цю працю йому присуджується престижна Демидівська премія (окремі лауреати цієї премії, відзначені нею в різний час: М. П. Погодін і Б. М. Чичерін — в історії. М.І Пирогов — у медицині. І. М. Сєченов — у фізіології, Д. І. Менделєєв — у хімії). У рік присудження премії він у чині надвірного радника служить секретарем 1-го відділення 3-го Департаменту Сенату.
У 1856-1858 роках, після смерті першої дружини Ольги Петрівни Плетньової (1830-1852) подорожуючи Західною Європою, Палестиною та Америкою, вів щоденник, уривки з якого публікувалися в 1858 році в журналах «Современник», «Російський вісник» і «Вітчизняні записки», а потім увійшли в книгу «Подорож по Північно-Американських Штатах, Канаді та Кубі» (СПб., 1859).
У травні 1858 року з Константинополя він повертається на батьківщину в Одесу. Все літо 1858 року він проводить у мандрах по Кавказу і півдню Росії. Відвідавши рідний Таганрог і Київ, він у вересні того ж року їде в Санкт-Петербург.
У 1858 році він вступив у Міністерство внутрішніх справ, де зайнявся статистичними роботами і був редактором комісії зі звільнення селян.
У 1859 році він одружується вдруге. Його дружина — Олена Марківна Комнино-Варваци. Він селиться в маєтку тестя Золота Коса і займається в Таганрозі адвокатською практикою. У другому шлюбі народилося четверо дітей.
Від першого шлюбу — син Петро.
28 січня 1870 року А. Б. Лакієр несподівано помер на 46-му році життя. Похований у Таганрозі на старому цвинтарі.
У 2014 році на Старому цвинтарі Таганрога відбулося урочисте відкриття відреставрованого родинного поховання А. Б. Лакієра.

## Адреси в Таганрозі, пов'язані з ім'ям Лакієра

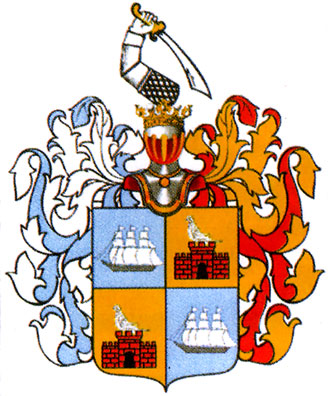
Герб роду Лакієр

- вул. Александровська[ru], 21
- вул. Грецька, 42,[ru]
- вул. Грецька, 44,
- пер. Тургенєвський[ru], 5,
- вул. Чехова[ru], 96 / пров. А. Глушка[ru], 34 (3 будівлі)

## Твори
Є автором таких статей і праць:
- «Історія титулу государів Росії» («Журнал Міністерства народної освіти», 1847, № 10-11);
- «Про службу в Росії до часів Петра Великого» (СПб., 1850);
- «Огляд зносин між Росією і Англією в XVI і XVII ст.» (СПб., 1854) тощо.

Найбільшою популярністю користувалася його книга «Російська геральдика». У цьому творі, що мав велике значення аж до початку XX століття, Лакієр спробував пояснити російські герби — вдало щодо гербів княжих прізвищ і не завжди задовільно, щодо дворянських. Тут же він дав і історію печаток Росії — єдину аж до початку XX століття.